# Aklorakar
Aklorakar (armeniska: Աքլորաքար) är ett berg i Armenien. Det ligger i provinsen Kotajk, i den centrala delen av landet, 26 kilometer norr om huvudstaden Jerevan. Toppen på Aklorakar är 2 511 meter över havet, eller 35 meter över den omgivande terrängen. Bredden vid basen är 0,28 km.
Terrängen runt Aklorakar är huvudsakligen lite bergig. Närmaste större samhälle är Asjtarak, 13,5 kilometer sydväst om Aklorakar. 
Trakten runt Aklorakar består i huvudsak av gräsmarker. Runt Aklorakar är det ganska tätbefolkat, med 116 invånare per kvadratkilometer.